# شونج وون
شونج وون (30 يونيو 1989 بألسان في كوريا الجنوبية - ) هو لاعب كرة قدم كوري جنوبي في مركز الدفاع. لعب مع جيجو يونايتد ونادي أولسان هيونداي ونادي رادنيتشكي سبليت ونادي إسترا 1961.

## روابط خارجية
- شونج وون على موقع دوري كوريا الجنوبية (الإنجليزية)
- شونج وون على موقع قاعدة بيانات كرة القدم.إي يو (الإنجليزية)
- شونج وون على موقع Soccerway.com (الإنجليزية)